# Dreamer (musikalbum)
Dreamer är ett studioalbum av den spanska sångaren Soraya Arnelas. Det gavs ut den 28 september 2010 och innehåller 13 låtar.

## Låtlista
| Nr  | Titel                                   | Längd |
| --- | --------------------------------------- | ----- |
| 1.  | Dreamer                                 | 3:25  |
| 2.  | Failing Me (Runaway                     | 3:12  |
| 3.  | Give You Up                             | 3:09  |
| 4.  | Ticking All The Boxes                   | 3:38  |
| 5.  | I Got You                               | 3:32  |
| 6.  | You’ve Got the Music                    | 3:40  |
| 7.  | Electric Girl                           | 3:01  |
| 8.  | Twilight                                | 3:54  |
| 9.  | Live Your Dreams                        | 3:18  |
| 10. | In My Blood                             | 3:06  |
| 11. | Close to Me                             | 7:05  |
| 12. | Dreamer (Brian Cross Remix)             | 3:37  |
| 13. | Live Your Dreams (Albert Neve Main Mix) | 7:02  |

Spår 12 och 13 finns endast med på den digitalt nedladdningsbara versionen av albumet.

## Listplaceringar
| Lista   | Topplacering |
| ------- | ------------ |
| Spanien | 8            |